# بات برادلي (لاعبة غولف)
بات برادلي (بالإنجليزية: Pat Bradley)‏ هي لاعبة غولف أمريكية، ولدت في 24 مارس 1951 في Westford, Massachusetts ‏ في الولايات المتحدة.

## وصلات خارجية
- بات برادلي على موقع رابطة لاعبات الغولف المحترفات (الإنجليزية)
- بات برادلي على موقع إن إن دي بي (الإنجليزية)